# Saison 2 de Rick et Morty
Chronologie
Saison 1 Saison 3
La deuxième saison de Rick et Morty a été diffusée pour la première fois aux États-Unis sur Adult Swim entre le 26 juillet 2015 et le 4 octobre 2015.
En France, elle est diffusée entre le 14 novembre 2015 et le 12 décembre 2015 sur France 4 puis en 2019 sur Toonami dans la case [adult swim]. Elle est aussi disponible sur Netflix.

## Épisodes
| No. | #  | Titre                                                                                | Réalisation     | Scénario                                    | Date de diffusion | Date de diffusion | Audience |
| --- | -- | ------------------------------------------------------------------------------------ | --------------- | ------------------------------------------- | ----------------- | ----------------- | -------- |
| 12 | 1  | Effet Rick-ochet A Rickle in Time                                                    | Wes Archer      | Matt Roller                                 | 26 juillet 2015   | 14 novembre 2015  | 2,12     |
| Morty et Summer brisent le temps par erreur. Jerry et Beth heurtent un cerf, qui va mettre l'égo de Beth à dure épreuve. |    |                                                                                      |                 |                                             |                   |                   |          |
| 13 | 2  | Prout, l'extra-terrestre Mortynight Run                                              | Dominic Polcino | David Phillips                              | 3 août 2015       | 20 novembre 2015  | 2,18     |
| Rick et Morty déposent Jerry dans une garderie spécialement créée par les Ricks pour les Jerrys de toutes dimensions. Rick vend des armes à un assassin pour jouer à des jeux tout l'après-midi, ce qui déplaît à Morty qui libère la mystérieuse cible de l'assassin.            |    |                                                                                      |                 |                                             |                   |                   |          |
| 14 | 3  | Assimilation auto-érotique Auto Erotic Assimilation                                  | Bryan Newton    | Ryan Ridley                                 | 9 août 2015       | 21 novembre 2015  | 1,94     |
| Rick fait des retrouvailles avec Unity, son ancienne petite amie, une entité pouvant prendre le contrôle de tous les habitants d'une planète. Beth et Jerry découvrent un secret caché dans leur garage.                                                                          |    |                                                                                      |                 |                                             |                   |                   |          |
| 15 | 4  | Total Rickall                                                                        | Juan Meza-Leon  | Mike McMahan                                | 16 août 2015      | 27 novembre 2015  | 1,96     |
| La maison des Smith est envahie par des parasites qui prennent la forme de personnages que la famille pensent avoir connus toute leur vie, mettant leur confiance entre eux à rude épreuve.                                                                                       |    |                                                                                      |                 |                                             |                   |                   |          |
| 16 | 5  | On va vous faire schwifter Get Schwifty                                              | Wes Archer      | Tom Kauffman                                | 23 août 2015      | 28 novembre 2015  | 2,12     |
| Une tête géante extra-terrestre prend la Terre pour cible afin de la faire participer de force à une émission de télé-réalité musicale. Pendant qu'un culte dont Summer fait partie se crée en ville, Rick, Morty et le Président semblent les seuls à pouvoir sauver la planète. |    |                                                                                      |                 |                                             |                   |                   |          |
| 17 | 6  | Les Ricks sont tombés sur la tête The Ricks Must Be Crazy                            | Dominic Polcino | Dan Guterman                                | 30 août 2015      | 4 décembre 2015   | 1,91     |
| Le vaisseau de Rick tombe en panne. Lui et Morty vont donc rendre visite aux habitants du mini-univers créé par Rick pour alimenter le vaisseau. Pendant ce temps, ce dernier à pour mission de protéger Summer de tout danger.                                                   |    |                                                                                      |                 |                                             |                   |                   |          |
| 18 | 7  | Mini-Rick, méga hic Big Trouble in Little Sanchez                                    | Bryan Newton    | Alex Rubens                                 | 13 septembre 2015 | 5 décembre 2015   | 1,97     |
| Pour traquer les vampires dans le lycée de Morty et Summer, Rick se clone en un adolescent, qui devient très populaire. Pendant ce temps Beth et Jerry sont en thérapie de couple dans l'espace.                                                                                  |    |                                                                                      |                 |                                             |                   |                   |          |
| 19 | 8  | Câble interdimensionnel 2 : Tenter le destin Interdimensional Cable 2: Tempting Fate | Juan Meza-Leon  | Dan Guterman, Ryan Ridley et Justin Roiland | 20 septembre 2015 | 11 décembre 2015  | 1,79     |
| Jerry se fait hospitaliser dans un hôpital extra-terrestre. À son réveil on lui apprend qu'on a besoin de son pénis pour sauver la vie de la personne la plus importante de l'Univers. Pour patienter à l'hôpital, Rick remet la télévision interdimensionnelle.                  |    |                                                                                      |                 |                                             |                   |                   |          |
| 20 | 9  | Qui est-ce qui purge, maintenant ? Look Who's Purging Now                            | Dominic Polcino | Dan Harmon, Ryan Ridley et Justin Roiland   | 27 septembre 2015 | 12 décembre 2015  | 1,89     |
| Rick et Morty font halte sur une planète, dont les habitants vivent en paix, sauf une nuit dans l'année où tout est permis. |    |                                                                                      |                 |                                             |                   |                   |          |
| 21 | 10 | Mariage à la squanchaise The Wedding Squanchers                                      | Wes Archer      | Tom Kauffman                                | 4 octobre 2015    | 18 décembre 2015  | 1,84     |
| Le meilleur ami de Rick, Birdperson, se marie avec une humaine. La famille est invitée, mais tombe dans un piège tendu par la fédération galactique. Les Smith sont donc en cavale.                                                                                               |    |                                                                                      |                 |                                             |                   |                   |          |